# Molinaranea vildav
Molinaranea vildav is een spinnensoort in de taxonomische indeling van de wielwebspinnen (Araneidae).
Het dier behoort tot het geslacht Molinaranea. De wetenschappelijke naam van de soort werd voor het eerst geldig gepubliceerd in 2001 door Herbert Walter Levi.